# فوزية آيت الحاج
فوزية آيت الحاج مخرجة مسرحية جزائرية من مواليد 19 جوان 1953 بالجزائر العاصمة.تشبعت بقيم الفن الرابع في مدرسة “الأخوات البيضاوات”، حيث مثّلت عدة مسرحيات كلاسيكية في ثانوية بيار بور سنة 1958 بقاعة “سان جورج” في حسين داي.

## نبذة تاريخية
تحدت عائلتها لتقف على الركح، فقد عارض والدها بشدة دراستها للمسرح، لكنها أقنعت محيطها الصغير ودخلت المعهد الوطني العالي للفنون المسرحية ببرج الكيفان، نجاحها في الدراسة ودخولها إلى الجامعة لم يمنعها من مواصلة فنها، حيث تحصلت على منحة إلى الاتحاد السوفيتي السابق، كما نالت شهادة دراسات معمقة في جامعة السوربون بفرنسا، وحين عودتها إلى الجزائر.

## أعمال
ساهمت فوزية آيت الحاج في إعادة فتح المعهد الوطني للفنون المسرحية سنة 1985، وواظبت على التدريس هناك لسنوات عديدة، كما نشّطت عدة محاضرات وشاركت في عدة ملتقيات بتونس، السويد واليونان.

### مسرحيات
- أخرجت مسرحية “وفاة التاجر المتجول” للمسرح الوطني الجزائري (1987)
- لتتوالى أعمالها الفنية: “الخياط الماهر” (1993)
- “النملة والصرصور” (1994)
- “أبناء القصبة”
- إعادة إنتاج (2005)، “الأنبياء” .

### أوبيرا
- “رحلة حب” في مهرجان القاهرة الأول (1995)، كما عرضتها على مسرح اليونسكو بباريس أمام 1400 مشاهد.
- “نوبة الأندلس” (1996).
- “عشيق وعويشة والحراز” (2007).[3]

## وظائف
خاضت فوزية آيت الحاج في السنوات الأخيرة تجربة إدارة المسارح، حيث كانت مديرة على :
- مسرح تيزي وزو الجهوي بين سنتي 2007 و2011 .[4]
- مسرح العلمة الجهوي بين عامي 2012 و2015، أين أشرفت على إنتاج مسرحيتي : 1- “الركوع للثرى” 2- ”هاملت”.